# ぎふアジア映画祭
ぎふアジア映画祭（ぎふあじあえいがさい）は、岐阜市でアジア各国の映画を上映する映画祭。
毎年秋に岐阜市文化センター等で開催されている。過去にはアジアの枠をこえた様々な国の優秀な作品を上映する「グットシアター」、日本の昔の名画を上映する「優秀映画推進事業」、短編映画製作なども開催されていた。

## 上映作品
- 第25回 2003年
  - 猟奇的な彼女  韓国
  - 囁く砂  インドネシア
  - 遥かなるクルディスタン  トルコ、 ドイツ、 オランダ
  - 活きる  中国
  - 酔っぱらった馬の時間  イラン
  - チベットの女/イシの生涯  中国
  - さらば、わが愛/覇王別姫  香港
  - モンスーン・ウェディング  インド
  - ハッシュ!  日本

　ほか
- 第26回 2004年
  - 月光の夏  日本
  - アフガン零年  アフガニスタン
  - さよなら、クロ  日本
  - 少女の髪どめ  イラン
  - 鬼が来た!  中国
  - インファナル・アフェア  香港
  - 藍色夏恋  台湾
  - 母と娘  フィリピン
  - おばあちゃんの家  韓国
  - グル・ダットを探して  イギリス
  - 十四夜の月  インド
  - 渇き  インド

　ほか
- 第27回 2005年
  - 日本のいちばん長い日  日本
  - バーバー吉野  日本
  - パッチギ  日本
  - 下女  韓国
  - 子猫をお願い  韓国
  - もし、あなたなら～6つの視線  韓国
  - 殺人の追憶  韓国
  - ラスト・プレゼント  韓国
  - 草ぶきの学校  中国
  - コウノトリの歌  ベトナム、 シンガポール
  - 少女ヘジャル  トルコ
  - くちづけ（増村保造監督）  日本　優秀映画鑑賞推進事業
  - 青春残酷物語  日本　優秀映画鑑賞推進事業
  - にっぽん昆虫記  日本　優秀映画鑑賞推進事業
  - 心中天網島  日本　優秀映画鑑賞推進事業

- 第28回 2006年
  - 風の前奏曲  タイ
  - エスキア～心の旅路～  トルコ
  - 西洋鏡  中国
  - マラソン  韓国
  - 運命じゃない人  日本
  - 天空の草原のナンサ  ドイツ
  - 亀も空を飛ぶ  イラク、 イラン、 フランス
  - ブレイキング・ニュース  香港
  - キャラバン  ネパール
  - 血槍富士  日本　優秀映画鑑賞推進事業
  - 飢餓海峡  日本　優秀映画鑑賞推進事業

- 第29回 2007年
  - 紅いコーリャン  中国
  - イノセントワールド -天下無賊-  中国
  - ラミアの白い凧  レバノン
  - 沈黙の影  サウジアラビア
  - 長い旅  モロッコ、 フランス
  - かもめ食堂  日本
  - 幸福のスイッチ  日本
  - モン族の少女 パオの物語  ベトナム
  - ラジニカーント★チャンドラムキ 踊る! アメリカ帰りのゴーストバスター  インド
  - モンスーン・ウェディング  インド　アンケートによるアンコール上映
  - 紀ノ川  日本　優秀映画鑑賞推進事業
  - 稲妻  日本　優秀映画鑑賞推進事業
  - サンダカン八番娼館 望郷  日本　優秀映画鑑賞推進事業
  - 華岡青洲の妻  日本　優秀映画鑑賞推進事業

- 第30回 2008年11月29日 - 12月6日
  - 迷子の警察音楽隊  イスラエル
  - 長江哀歌  中国
  - キサラギ  日本
  - オフサイド・ガールズ  イラン
  - 12人の優しい日本人  日本
  - ムクシン  マレーシア
  - ヤンヤン 夏の想い出  タイ
  - 天然コケッコー  日本
  - 初恋のきた道  中国
  - 善き人のためのソナタ  ドイツ　グットシアター
  - 西鶴一代女  日本　優秀映画鑑賞推進事業
  - 雨月物語  日本　優秀映画鑑賞推進事業
  - 山椒大夫  日本　優秀映画鑑賞推進事業
  - 近松物語  日本　優秀映画鑑賞推進事業

- 第31回　2009年11月10日 - 12月6日
  - トゥヤーの結婚  中国
  - マッハ!!!!!!!!  タイ
  - キャラメル  レバノン
  - 子供の情景  イラン、 フランス
  - ブタがいた教室  日本
  - 歩いても 歩いても  日本
  - 花の生涯〜梅蘭芳〜  中国
  - リトル・ダンサー  イギリス　グットシアター
  - 真珠の耳飾りの少女  イギリス　グットシアター
  - サラエボの花  ボスニア・ヘルツェゴビナ、 オーストリア、 ドイツ、 クロアチア　グットシアター
  - 五番町夕霧楼  日本　優秀映画鑑賞推進事業
  - 夜の河  日本　優秀映画鑑賞推進事業
  - 五瓣の椿  日本　優秀映画鑑賞推進事業
  - 伊豆の踊子  日本　優秀映画鑑賞推進事業

- 第32回 2010年11月5日 - 12月5日
  - 家族の四季 -愛すれど遠く離れて-  インド
  - I WISH…  ウズベキスタン
  - 戦場でワルツを  イスラエル
  - そして、私たちは愛に帰る  ドイツ、 トルコ、 イタリア
  - 地球でいちばん幸せな場所  アメリカ合衆国、 ベトナム
  - 映画は映画だ  韓国
  - 台湾人生  日本
  - 悲情城市  台湾
  - 牛の鈴音  韓国
  - 劒岳 点の記  日本
  - アイガー北壁  ドイツ、 オーストリア、 スイス　グットシアター
  - エレニの旅  ギリシャ、 フランス、  イタリア、  ドイツ　グットシアター
  - マンデラの名もなき看守  ドイツ、 フランス、 ベルギー、 南アフリカ共和国、 イタリア、 イギリス、 ルクセンブルク　グットシアター
  - 煙突の見える場所  日本　優秀映画鑑賞推進事業
  - お早よう  日本　優秀映画鑑賞推進事業
  - 名もなく貧しく美しく  日本　優秀映画鑑賞推進事業
  - 裸の島  日本　優秀映画鑑賞推進事業

- 第33回 2011年
  - ブンミおじさんの森  タイ
  - ペルシャ猫を誰も知らない  イラン
  - 彼とわたしの漂流日記  韓国
  - クロッシング  韓国
  - 川の底からこんにちは  日本
  - 台北の朝、僕は恋をする  台湾
  - 再会の食卓  中国
  - トロッコ  日本
  - 戦場のメリークリスマス  日本、 イギリス、 オーストラリア、 ニュージーランド　グットシアター
  - ぼくのエリ 200歳の少女  スウェーデン　グットシアター
  - 白いリボン  オーストリア、 ドイツ、 フランス、 イタリア　グットシアター
  - 白い巨塔  日本　優秀映画鑑賞推進事業
  - 張込み  日本　優秀映画鑑賞推進事業
  - 飢餓海峡  日本　優秀映画鑑賞推進事業
  - 黒い画集  日本　優秀映画鑑賞推進事業

- 第34回 2012年9月8日 - 12月8日
  - 再生の朝に -ある裁判官の選択-  中国
  - 明りを灯す人  キルギス
  - バビロンの陽光  イラク
  - 別離  イラン
  - MAD探偵 7人の容疑者  香港
  - エンディングノート  日本
  - ロボット  インド
  - ヒミズ  日本
  - アンダーグラウンド （旧ユーゴスラビア） グットシアター
  - ミケランジェロの暗号  オーストリア　グットシアター
  - ヤコブへの手紙  フィンランド　グットシアター
  - 肉弾  日本　優秀映画鑑賞推進事業
  - 雁の寺  日本　優秀映画鑑賞推進事業
  - 独立愚連隊  日本　優秀映画鑑賞推進事業
  - 貸間あり  日本　優秀映画鑑賞推進事業

- 第35回 2013年11月22日 - 12月9日
  - タレンタイム  マレーシア
  - 駆ける少年  イラン
  - その街のこども  日本
  - スタンリーのお弁当箱  インド
  - 恋する輪廻 オーム・シャンティ・オーム  インド
  - チョコレート・ファイター  タイ
  - サニー 永遠の仲間たち  大韓民国
  - かぞくのくに  日本
  - 星の旅人たち  アメリカ合衆国、 スペイン　グットシアター
  - 東ベルリンから来た女  ドイツ　グットシアター
  - 故郷よ （旧ソ連）　グットシアター
  - 隠し砦の三悪人  日本　優秀映画鑑賞推進事業
  - 悪名  日本　優秀映画鑑賞推進事業
  - 雪之丞変化  日本　優秀映画鑑賞推進事業
  - 暁の脱走  日本　優秀映画鑑賞推進事業

- 第36回 2014年11月1日 - 12月7日
  - 友だちのうちはどこ? インド
  - きっと、うまくいく インド
  - ペコロスの母に会いに行く 日本
  - 三姉妹 雲南の子 中華人民共和国
  - シネマパラダイス★ピョンヤン 朝鮮民主主義人民共和国
  - 少女は自転車にのって サウジアラビア
  - ハハハ 大韓民国
  - もうひとりの息子 イスラエル
  - 鏡は嘘をつかない インドネシア
  - 楽隊のうさぎ 日本
  - 八月の濡れた砂 日本　優秀映画鑑賞推進事業
  - めぐりあい 日本　優秀映画鑑賞推進事業
  - 忍ぶ川 日本　優秀映画鑑賞推進事業
  - 約束 日本　優秀映画鑑賞推進事業